# Savoia ducal

Bandera heràldica (històric)

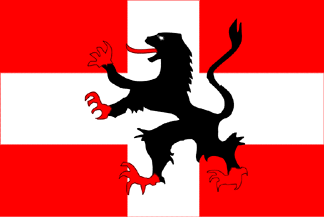
Bandera heràldica moderna (no oficial)

Savoia ducal (en arpità: Savouè Prôpra, en francès Savoie Propre o Savoie-Prope, per « pròpiament dita», és una regió natural i una província històrica de la Savoia.]. Ha estat successivament un pagus (llatí pagus Savogensis), batllia i una província administrativa (de 1723 a 1860) dins l'organització territorial del comtat, després ducat de Savoia. També porta el nom de Savoia Ducal a causa de la presència de Chambéry al seu territori, capital del ducat de 1295 a 1563.